# Torre Unipol
La Torre Unipol es un rascacielos de 33 pisos en Bolonia, al norte de Italia. Mide 127 metros y es la sede de Unipol (compañía) italiana de servicios financieros ). Fue terminado en 2013 y desde entonces es el más alto de la ciudad.

## Características
Está ubicado cerca de la intersección de la Via Larga y de la Autostrada A14. El edificio es la construcción más alta de Bolonia y de la región de Emilia-Romaña, y también la trigésima más alta de Italia. Antes de su construcción, el edificio más alto de Bolonia era el Grattacielo La Meridiana, que tenía el título desde 1960.
Diseñado por el estudio de arquitectura OpenProject de Bolonia, la Unipol Tower incorpora varias innovaciones ambientales. Con una altura de 127 metros, el edificio es la nueva sede de la compañía de servicios financieros Unipol e incluye oficinas y locales comerciales en sus 13.000 m².